# Victoriano, Frumencio y compañeros
Los santos Victoriano, Frumencio y Compañeros son venerados como mártires cristianos de la Iglesia católica. Fueron asesinados en Hadrumetum en 484 por los vándalos arrianos. Los relatos de su martirio afirman que Hunerico, rey de los vándalos, comenzó a perseguir a los sacerdotes católicos y a las vírgenes en el 480, y en el 484 comenzó a perseguir también a los simples creyentes.  Victoriano era un rico católico de Hadrumetum que había sido nombrado procónsul por Hunnerico. Sirvió como obediente administrador del rey hasta que se le pidió que se convirtiera al arrianismo. Victoriano se negó y fue torturado y asesinado.
El Martirologio Romano afirma que otros cuatro ricos mercaderes fueron martirizados el mismo día de la muerte de Victoriano. Dos se llamaban Frumencio; eran mercaderes de Cartago. Los otros dos eran hermanos de la ciudad de Aquae Regiae, Byzacena, que fueron asesinados en Tabaia.